# 아지 스미스
오스본 얼 "아지" 스미스(Osborne Earl "Ozzie" Smith, 1954년 12월 26일 ~ )는 전 메이저 리그 선수로 샌디에이고 파드리스, 세인트루이스 카디널스에서 활약한 선수였다. 우투양타, 포지션은 유격수였다.
유격수로 뛰어난 수비를 선보이며 쇼맨쉽도 뛰어났다. 오즈의 마법사(Wizard of Oz)라는 별칭이 있는데, 메이저 리그를 대표하는 유격수들 중 한 명이다. 선수 시절에 활약했던 등번호 1번은 세인트루이스 카디널스 구단에서 그를 높이 기념하고자 영구 결번으로 지정했다. 2002년 기자단 투표에서 91.7%의 득표를 받아 명예의 전당에 헌액되었다.

## 생애

### 유년 시절
1954년 미국 앨라배마주 모빌에서 6명 중 둘째로 태어났다. 스미스는 어렸을적 집 근처에 살았던 캔자스시티의 명 외야수 아모스 오티스의 영향을 받아 메이저리거의 꿈을 키웠다. 그가 6살이 되던 해, 아버지가 캘리포니아주 로스앤젤레스 근처 와츠에 있는 한 슈퍼마켓의 트럭 운전사로 직업을 바꾸면서 그 곳으로 이사를 하게 되어 살게 된다.
캘리포니아주에서 살게 된 스미스는 어린시절, 친구들과 어울려 근처 재목장에 있는 텀블링보드에서 텀블링을 하면서 놀았다. 또한 야구 연습을 위해 공을 지붕 반대쪽으로 던진 다음 재빨리 반대편으로 달려가 공이 땅에 떨어지기 직전 잡아내는 연습을 수도 없이 했다.
고등학교 때, 부모님이 이혼하는 아픔을 겪으면서 방황했던 시간도 있었지만, 야구에 대해서는 포기할 수 없었다고 한다. 고등학교 시절 농구와 야구를 병행하면서 뛰었던 그는 대학에 진학해서 야구로 한 길만을 파게 되었고, 곧 장학금까지 받을 정도로 팀에 없어서는 안 될 선수로 자리매김했다.
1976년, 아이오와주에 있는 한 세미프로 팀에서 뛰던 그는 디트로이트 타이거즈 구단으로부터 7라운드에 지명되었다. 하지만 입단 협상은 1500달러 차이로 결렬됐다. 이듬해 1977년, 샌디에이고 파드리스구단은 스미스를 4라운드에서 지명하고 5000달러를 제안했다. 자신이 자라고 성장한 곳인 캘리포니아주에 있는 팀에서 뛰고 싶었던 스미스는 이를 받아들여 샌디에이고 파드리스로 입단하게 되었다.

### 메이저 리그 시절

#### 샌디에이고 파드리스 시절
마이너리그에서 반 시즌을 보내고 1978년에 1군무대를 진출하게 되면서 데뷔한 스미스는 159경기 풀타임 출장하여 0.258 타율에 1홈런 45타점에 그쳤다. 하지만, 눈부신 수비력에다 40개의 도루를 보태 신인왕 투표에서 애틀란타 브레이브스 소속의 밥 호너(.266 23홈런 63타점)에 이은 2위에 올랐다.
1980년 스미스는 621개의 어시스트라는 역대 최고 기록을 세웠다. 그 해 스미스는 경기당 5.75라는 충격적인 레인지 펙터를 기록했는데, 다른 유격수들의 평균은 4.30이었다. 이를 감안하면 그는 당대 매우 뛰어난 유격수였음을 보여주었다. 이 해, 아지 스미스는 유격수 부분 첫 골드글러브를 수상함과 동시에 이듬해 1981년에는 생애 첫 올스타에 선정되었다.

##### 트레이드
하지만 파드레스에서의 4년간, 스미스는 0.258-0.211-0.230-0.222의 저조한 타율을 기록할 만큼 타격이 나아지질 않았다. 여기에 연봉 협상 과정에서 갈등을 빚게 되자, 1982년 2월, 3대3 대형 트레이드를 추진하여 스미스를 세인트루이스 카디널스로 보냈다. 트레이드의 핵심은 아지 스미스와 게리 템플턴의 유격수 맞교환이었다.

#### 세인트루이스 카디널스 시절

##### 1980년대
이적 첫 해, 당시 세인트루이스 카디널스 감독이었던 허조그를 만나면서부터 빈약한 타격에 대한 스미스의 생각도 바뀌기 시작했다. 1982년 스프링캠프에서 감독 허조그는 스미스를 만나 '더 많은 땅볼을 쳐라'라고 조언했다. 이는 라인업에 거포들 대신 재빠른 선수들을 넣어 '화이티볼'이라고 불리는 허조그 감독이 빠른발을 가지고 있는 스미스를 정확하게 꿰뚫어 본 것이었다. 비록, 곧바로 뛰어난 타격성적을 낸 것은 아니었지만, 스미스의 타격은 나날이 갈수록 조금씩 향상되어가고 있었다. 그 해 감독 허조그는 스미스에게 수고했다는 뜻으로 300달러의 격려금을 줬다.
그 해 스미스는 0.248 타율에 2홈런, 25 도루를 기록했으나, 소속팀 세인트루이스 카디널스는 개막전 이후 12연승을 거두는등 파죽지세로 나아갔고 정규리그 1위에 올랐다. 스미스는 챔피언쉽시리즈에서는 0.556의 맹타를 휘둘렀고, 월드시리즈에서는 0.208로 부진한 모습을 보였으나, 소속팀 세인트루이스는 1967년 월드시리즈 우승 이후 15년 만에 월드시리즈 우승 팀이 되었다.
1983년과 1984년시즌에 스미스는 각각 0.243타율과 0.257타율을 기록, 소속팀은 연속으로 포스트시즌 진출에 실패했다.
1985년 시즌에는 0.276타율을 기록하게 되면서 타격능력이 점점 나아져 갔다. 그 해 소속팀 세인트루이스 구단은 지구우승을 하였고, 챔피언십 시리즈에 진출. LA 다저스와 맞붙게 되었다. 세인트루이스가 다저스와 2승2패로 맞선 1985년 챔피언십시리즈 5차전, 2-2 동점인 9회말 다저스의 감독 토미 라소다는 선발투수 페르난도 발렌수엘라에 이어 마무리 톰 니덴푸어를 마운드에 올렸다. 여기서 타석에 스미스가 등장하게 되는데, 데뷔 후 8년간 좌타석에서는 1개의 홈런도 때려내지 못했던 스미스가 좌타석에 등장해 끝내기홈런을 쏘아올리게 되었다. 이는 좌타석에서 3009타수 만에 때려낸 홈런으로 세인트루이스에서 활약했던 에노스 슬래터의 별명인'광란의 질주' 등과 함께 세인트루이스 카디널스 구단 역사상 최고의 명장면 중 하나로 남아 있다.
당시, 세인트루이스 구단 중계를 했었던 잭 벅은 그 상황을 다음과 같이 묘사했다.
| “ | 스미스가 공을 쳤고 우측펜스로 날아갑니다! 넘어가느냐..믿을 수가 없습니다, 믿을 수가 없어요!(Go crazy folks, go crazy!) 홈런과 함께 카디널스가 3대2로 승리합니다. 마법사가 홈런을 쳤어요! 정말 믿기지 않습니다! | ” |

스미스의 9회말 끝내기 홈런으로 소속팀 세인트루이스 카디널스는 이에 자극받아 6차전에서도 승리하여 4승 2패로 월드시리즈에 진출하여 캔자스시티 로열스와 맞붙게 되었지만, 캔자스시티 로열스 소속 3루수 조지 브렛의 활약에 힘입어 3승4패로 카디널스 구단은 패함으로써 준우승에 그치고 말았다. 그러나, 챔피언십 5차전 9회말 스미스의 극적인 끝내기홈런은 카디널스팬들이 뽑은 부시 스타디움에서 나온 가장 감동적인 장면에 뽑혔다.
1987년에 스미스는 선수생활에 있어서 최고의 한해를 보내게 되었다. 0.303 타율에 0.392 출루율, 0.383 장타율, 182개 안타, 40개 2루타등 기록하여 모두 선수생활 최고 기록을 세웠다. 이 시즌에 비록 단 1개의 홈런도 치지 못했지만, 그 해 MVP투표에서는 시카고 커브스 소속 외야수 안드레 도슨(당시 0.287타율 49홈런 137타점 기록)에 이은 2위에 올랐다.
스미스는 보내기 번트의 달인이었으며 최고의 히트앤드런 능력을 가지고 있었다. 또한 세인트루이스에 와서 완벽한 그린 라이트를 보장받은 스미스는 1983년부터 1993년까지 11년간 연평균 36도루를 기록했다.
세인트루이스 카디널스에서 활약했던 그는 선수생활 은퇴하기까지 유격수 붙박이 선수였다. 또한, 그가 전에 뛰었던 샌디에이고 파드리스 시절, 골든글러브 유격수부분 2개 수상한것을 비롯해 세인트루이스 카디널스에서 활약했던 15년간 골든글러브 11개를 추가, 총13개로 역대 유격수 최고 기록을 세웠다. 또한, 그는 쇼맨쉽도 뛰어난 선수였기에 팬들의 인기를 한 몸에 받았는데 선수생활동안 15번이나 올스타전 출전했다. 그 가운데 11번은 팬 투표로 뽑혀 선발출장했다.
스미스가 세인트루이스 카디널스로 온 뒤, 카디널스 구단은 관중동원에서 리그 5위 밖으로 벗어난 적은 한 번도 없었다. 1988년, 세인트루이스는 스미스가 단 한 개의 홈런도 치지 못했음에도 234만 달러의 고액을 안겼다.

##### 1990년대
1991년 스미스는 150경기 출장, 8개 실책을 기록하여 NL(내셔널리그) 유격수 역대 최고 기록을 세웠다. 1992년에는 2000안타와 500도루를 돌파했으며 13년 연속 골드글러브로 윌리 메이스와 로베르토 클레멘테의 ML 기록을 경신했다. 하지만, 세인트루이스 카디널스 홈구장 부시스타디움의 인조잔디에서 너무 뛰었던 것이 체력상 한계를 느끼게 되면서 고질적인 무릎부상을 겪게 되었다. 1993년 스미스는 골드글러브를 수상받지 못했다. 그리고, 이후 스미스는 하락세를 보이면서 더 이상 100경기 이상 출장하지 못했다.
1995년 44경기 밖에 나서지 못하고 어깨수술을 하게 됨으로써 시즌을 접게되어 그 해 타율은 0.199로 매우 부진하게 되었다. 재활을 하고 난 뒤, 1996년 스미스 건강한 모습으로 스프링캠프에 나타났다. 그 해 0.282의 타율과 함께 데뷔 후 3번째로 좋은 OPS를 기록했다. 당시 만41세라는 나이에도 불구하고 믿기지 않을 정도의 정상급 수비를 선보여 투혼을 보였으나, 1996년에 감독으로 신임된 토니 라 루사는 나이가 많은 그보다 젊은 선수 로이스 클레이튼에게 더 많은 기회를 줬다.
결국 스미스는 1996년 6월 19일을 끝으로 시즌 후 은퇴를 선언했다. 이후 스미스가 방문하는 야구장에는 그의 마지막 모습을 보려는 팬들로 가득찼다. 또한, 팬들은 그를 통산 12번째 '팬투표 올스타'로 만들어줬다. 스미스가 올스타 팬투표에서 받은 통산 2700만여표는 지금도 내셔널리그 최다 기록으로 남아 있다. 세인트루이스 카디널스 구단에서도 그를 높이 기리어 그가 뛰었던 등번호 1번을 영구 결번으로 지정했다.

### 은퇴 이후

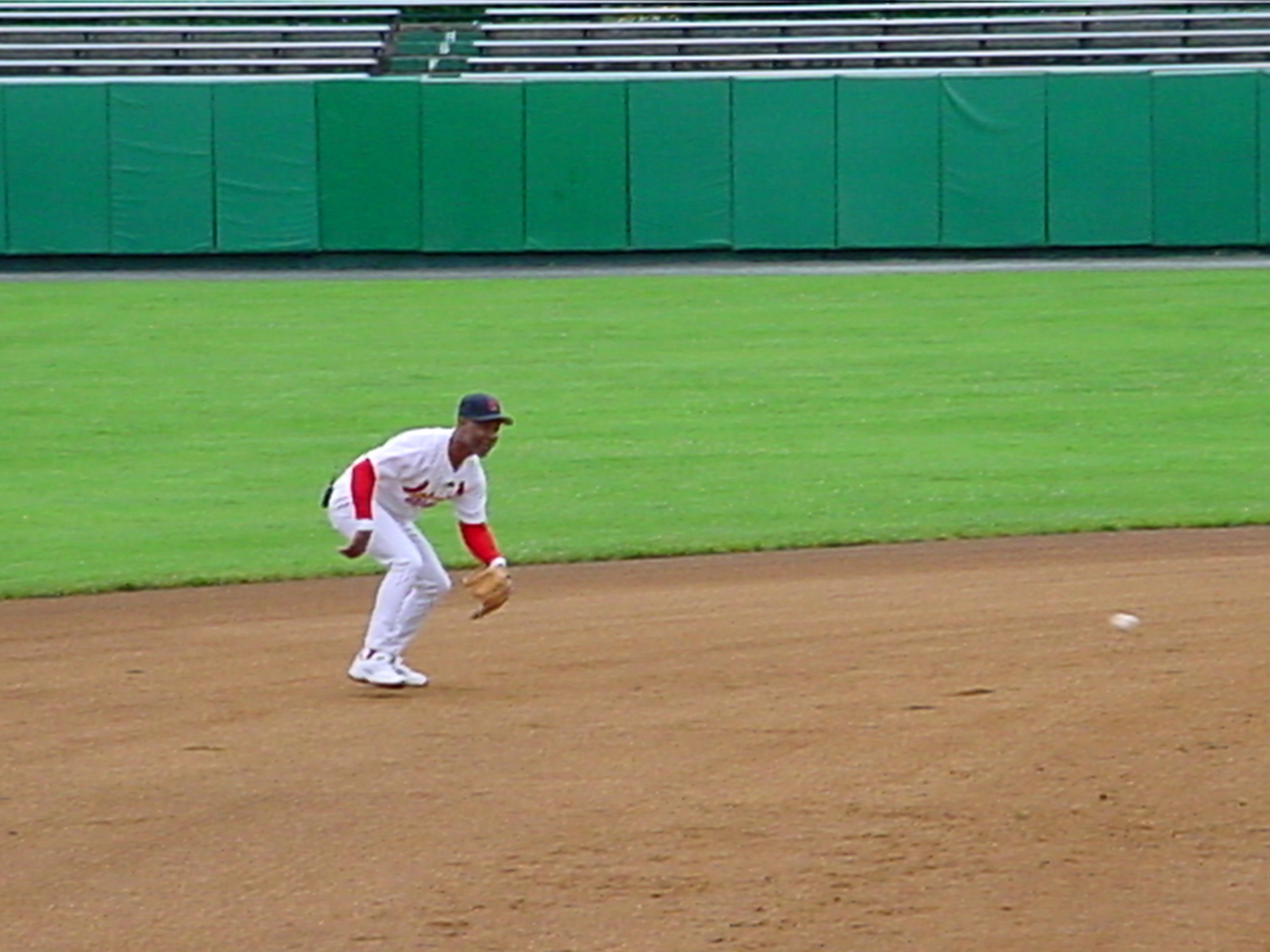
2002년 아지 스미스.

2002년 명예의 전당 기자단 투표에 첫 투표에서 91.7%의 압도적인 득표율을 받고 헌액되었다. 세인트루이스의 자택에서 명예의 전당에 헌액되었다는 소식을 들었을 때 당시 스미스는 "명예의 전당에 선정된 것을 계기로 수비력으로 팀의 승리가 기여하는 선수들에게 더욱 많은 기회가 주어지길 바랍니다."라고 소감을 밝혔다고 한다.
헌액식에서 스미스는 선수시절 자신의 별명이기도 했던 동화책 '오즈의 마법사'를 들고나와 다음과 같이 말을 하였고, 동시에 눈물을 흘렸다.
| “ | 글러브는 나에게 많은 것을 줬지만 가장 중요한 것은 마음입니다. 모든 어린이들이 꿈을 키우길 바랍니다. 꿈은 반드시 이루어집니다. | ” |

## 수상경력
- 실버 슬러거 1회 - (1987년 수상)
- 골든 글러브 유격수 부문 13회(1980년~1992년 연속 수상)
- 올스타 출전 15회 (1981년~1992년, 1994년~ 1996년)

## 통산 기록
| 연 도           | 소 속           | 나 이           | 출 장 | 타 석 | 타 수 | 득 점 | 안 타 | 2 루 타 | 3 루 타 | 홈 런 | 타 점 | 도 루 | 도 실 | 볼 넷 | 삼 진 | 타 율 | 출 루 율 | 장 타 율 | O P S | 루 타 | 병 살 타 | 몸 맞 | 희 타 | 희 플 | 고 4 |
| --------------- | --------------- | --------------- | ----- | ----- | ----- | ----- | ----- | ------- | ------- | ----- | ----- | ----- | ----- | ----- | ----- | ----- | -------- | -------- | ----- | ----- | -------- | ----- | ----- | ----- | ---- |
| 1978            | STL             | 24              | 159   | 668   | 590   | 69    | 152   | 17      | 6       | 1     | 46    | 40    | 12    | 47    | 43    | .258  | .311     | .312     | .623  | 184   | 11       | 0     | 28    | 3     | 0    |
| 1979            | STL             | 25              | 156   | 649   | 587   | 77    | 124   | 18      | 6       | 0     | 27    | 28    | 7     | 37    | 37    | .211  | .260     | .262     | .522  | 154   | 11       | 2     | 22    | 1     | 5    |
| 1980            | STL             | 26              | 158   | 712   | 609   | 67    | 140   | 18      | 5       | 0     | 35    | 57    | 15    | 71    | 49    | .230  | .313     | .276     | .589  | 168   | 9        | 5     | 23    | 4     | 1    |
| 1981            | STL             | 27              | 110   | 507   | 450   | 53    | 100   | 11      | 2       | 0     | 21    | 22    | 12    | 41    | 37    | .222  | .294     | .256     | .549  | 115   | 8        | 5     | 10    | 1     | 1    |
| 1982            | STL             | 28              | 140   | 567   | 488   | 58    | 121   | 24      | 1       | 2     | 43    | 25    | 5     | 68    | 32    | .248  | .339     | .314     | .653  | 153   | 10       | 2     | 4     | 5     | 12   |
| 1983            | STL             | 29              | 159   | 626   | 552   | 69    | 134   | 30      | 6       | 3     | 50    | 34    | 7     | 64    | 36    | .243  | .321     | .335     | .657  | 185   | 10       | 1     | 7     | 2     | 9    |
| 1984            | STL             | 30              | 124   | 484   | 412   | 53    | 106   | 20      | 5       | 1     | 44    | 35    | 7     | 56    | 17    | .257  | .347     | .337     | .684  | 139   | 8        | 2     | 11    | 3     | 5    |
| 1985            | STL             | 31              | 158   | 615   | 537   | 70    | 148   | 22      | 3       | 6     | 54    | 31    | 8     | 65    | 27    | .276  | .355     | .361     | .716  | 194   | 13       | 2     | 9     | 2     | 11   |
| 1986            | STL             | 32              | 153   | 609   | 514   | 67    | 144   | 19      | 4       | 0     | 54    | 31    | 7     | 79    | 27    | .280  | .376     | .333     | .709  | 171   | 9        | 2     | 11    | 3     | 13   |
| 1987            | STL             | 33              | 158   | 706   | 600   | 104   | 182   | 40      | 4       | 0     | 75    | 43    | 9     | 89    | 36    | .303  | .392     | .383     | .775  | 230   | 9        | 1     | 12    | 4     | 3    |
| 1988            | STL             | 34              | 153   | 669   | 575   | 80    | 155   | 27      | 1       | 3     | 51    | 57    | 9     | 74    | 43    | .270  | .350     | .336     | .686  | 193   | 7        | 1     | 12    | 7     | 2    |
| 1989            | STL             | 35              | 155   | 664   | 593   | 82    | 162   | 30      | 8       | 2     | 50    | 29    | 7     | 55    | 37    | .273  | .335     | .361     | .696  | 214   | 10       | 2     | 11    | 3     | 3    |
| 1990            | STL             | 36              | 143   | 592   | 512   | 61    | 130   | 21      | 1       | 1     | 50    | 32    | 6     | 61    | 33    | .254  | .330     | .305     | .635  | 156   | 8        | 2     | 7     | 10    | 4    |
| 1991            | STL             | 37              | 150   | 641   | 550   | 96    | 157   | 30      | 3       | 3     | 50    | 35    | 9     | 83    | 36    | .285  | .380     | .367     | .747  | 202   | 8        | 1     | 6     | 1     | 2    |
| 1992            | STL             | 38              | 132   | 590   | 518   | 73    | 153   | 20      | 2       | 0     | 31    | 43    | 9     | 59    | 34    | .295  | .367     | .342     | .708  | 177   | 11       | 0     | 12    | 1     | 4    |
| 1993            | STL             | 39              | 141   | 603   | 545   | 75    | 157   | 22      | 6       | 1     | 53    | 21    | 8     | 43    | 18    | .288  | .337     | .356     | .693  | 194   | 11       | 1     | 7     | 7     | 1    |
| 1994            | STL             | 40              | 98    | 433   | 381   | 51    | 100   | 18      | 3       | 3     | 30    | 6     | 3     | 38    | 26    | .262  | .326     | .349     | .675  | 133   | 3        | 0     | 10    | 4     | 3    |
| 1995            | STL             | 41              | 44    | 182   | 156   | 16    | 31    | 5       | 1       | 0     | 11    | 4     | 3     | 17    | 12    | .199  | .282     | .244     | .526  | 38    | 6        | 2     | 5     | 2     | 0    |
| 1996            | STL             | 42              | 82    | 261   | 227   | 36    | 64    | 10      | 2       | 2     | 18    | 7     | 5     | 25    | 9     | .282  | .358     | .370     | .728  | 84    | 5        | 2     | 7     | 0     | 0    |
| MLB 통산 : 19년 | MLB 통산 : 19년 | MLB 통산 : 19년 | 2573  | 10778 | 9396  | 1257  | 2460  | 402     | 69      | 28    | 793   | 580   | 148   | 1072  | 589   | .262  | .337     | .328     | .666  | 3084  | 167      | 33    | 214   | 63    | 79   |

- 시즌 기록 중 굵은 글씨는 해당 시즌 최고 기록